# Nils van 't Hoenderdaal
Nils van 't Hoenderdaal (Amsterdam, 3 d'octubre de 1993) és un exciclista neerlandès, especialista en el ciclisme en pista. Ha guanyat medalles en campionats del món i d'Europa. El 2021 es va retirar.

## Palmarès
- 2014
  -  Campió d'Europa sub-23 en Velocitat per equips (amb Jeffrey Hoogland i Matthijs Büchli)
- 2015
  -  Campió d'Europa de Velocitat per equips (amb Jeffrey Hoogland i Hugo Haak)

### Resultats a laCopa del Món
- 2013-14
  - 1r a Guadalajara, en Velocitat per equips
- 2017-2018
  - 1r a Pruszków, en Velocitat per equips